# Formatie van Ciney

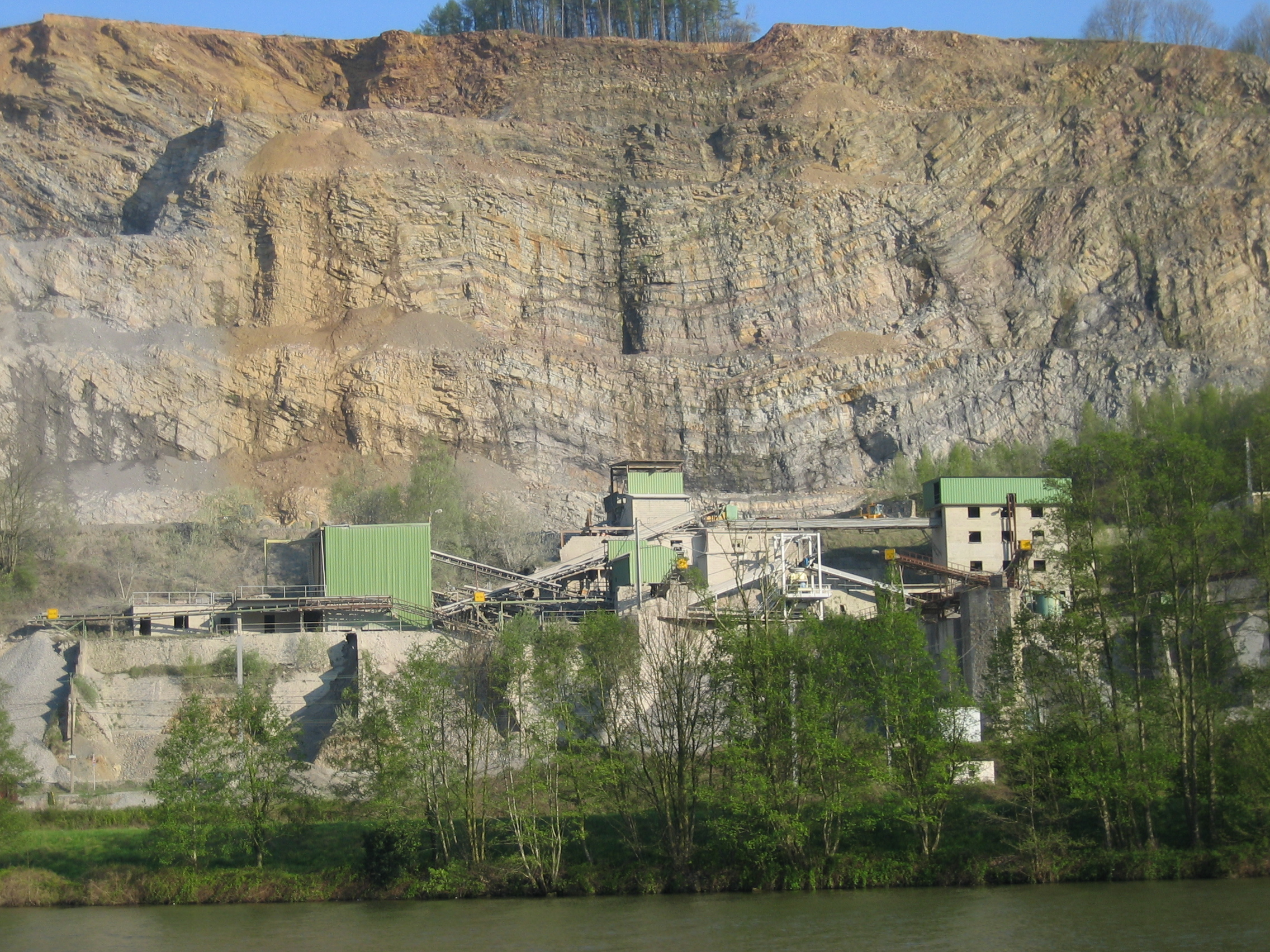
Syncline in silt- en zandsteenlagen van de Formatie van Ciney in een groeve langs de Maas bij Profondeville.

De Formatie van Ciney is een geologische formatie in de Belgische ondergrond. De formatie behoort tot het Devoon en dagzoomt in het zuidwesten van de Ardennen. De Formatie van Ciney is genoemd naar de stad Ciney in de provincie Namen.

## Beschrijving
De Formatie van Ciney bestaat uit zand- en siltsteenlagen, waarin ook kalkklasten en lagen van knollige kalksteen voorkomen. De kalksteenklasten zijn vaak fossielen. De groei van mica's geeft de formatie een metamorfe foliatie.
Vooral aan de basis van de formatie kunnen de zandsteenbedden grotere dikte hebben. Ze tonen een duidelijke gelaagdheid met cross-bedding of parallelle laminatie. De zandsteen is vaak kalkig van samenstelling, soms gedolomitiseerd.
Naar boven toe neemt de dikte van de zandsteenbedden geleidelijk af en worden ze afgewisseld met de siltsteen, schalie en kalksteen. De schalie en siltsteen kunnen grotere kalkklasten bevatten en zijn dan te classificeren als wackes.
Aan de top van de formatie komen massieve kalksteenbedden voor.

## Stratigrafie
De Formatie van Ciney komt uitsluitend voor in het westelijke en centrale deel van het Synclinorium van Dinant. Ze gaat lateraal gezien vertand over in de gelaagde zandsteen van de Formatie van Évieux of de kalksteen van de Formatie van Beverire. Deels is de Formatie van Ciney ook gelijktijdig met de Formatie van Comblain-la-Tour ontstaan, maar ze ligt vaak onder deze formatie. Onder de Formatie van Ciney liggen de oudere Formaties van Haversin en Souverain-Pré.
De Formatie van Ciney behoort tot het Midden-Famenniaan. Dat betekent dat de ouderdom ongeveer 365 miljoen jaar is. De formatie heeft een kust-nabije facies.